# 道の駅一覧 北海道地方
道の駅一覧 北海道地方（みちのえきいちらん ほっかいどうちほう）は、北海道地方に設置された道の駅の一覧である。

## 一覧
| 駅名 （ふりがな）                                                         | 地域区分   | 所在地           | 設置路線名                           | No.        | 備考                                                              |
| ------------------------------------------------------------------------- | ---------- | ---------------- | ------------------------------------ | ---------- | ----------------------------------------------------------------- |
| 三笠 （みかさ）                                                           | 道央       | 三笠市           | 国道12号 道道30号 三笠栗山線         | 北海道-001 |                                                                   |
| スタープラザ芦別 （スタープラザあしべつ）                                 | 道央       | 芦別市           | 国道38号                             | 北海道-002 |                                                                   |
| 南ふらの （みなみふらの）                                                 | 道北       | 空知郡南富良野町 | 国道38号                             | 北海道-003 |                                                                   |
| しらぬか恋問 （しらぬかこいとい）                                         | 釧路・根室 | 白糠郡白糠町     | 国道38号                             | 北海道-004 |                                                                   |
| びふか                                                                    | 道北       | 中川郡美深町     | 国道40号                             | 北海道-005 |                                                                   |
| 江差 （えさし）                                                           | 道南       | 檜山郡江差町     | 国道227号                            | 北海道-006 |                                                                   |
| 望羊中山 （ぼうようなかやま）                                             | 道央       | 虻田郡喜茂別町   | 国道230号                            | 北海道-007 |                                                                   |
| えんべつ富士見 （えんべつふじみ）                                         | 道北       | 天塩郡遠別町     | 国道232号                            | 北海道-008 | 旧名「富士見」                                                    |
| 忠類 （ちゅうるい）                                                       | 十勝       | 中川郡幕別町     | 国道236号                            | 北海道-009 | 帯広広尾自動車道忠類ICに隣接                                      |
| 摩周温泉 （ましゅうおんせん）                                             | 釧路・根室 | 川上郡弟子屈町   | 国道241号                            | 北海道-011 |                                                                   |
| おといねっぷ                                                              | 道北       | 中川郡音威子府村 | 国道275号                            | 北海道-012 |                                                                   |
| かみゆうべつ温泉チューリップの湯 （かみゆうべつおんせんチューリップのゆ） | オホーツク | 紋別郡湧別町     | 道道712号 緑蔭中湧別停車場線         | 北海道-013 | 旧中湧別駅跡 旧名「中湧別」                                       |
| いわない                                                                  | 道央       | 岩内郡岩内町     | 道道270号 岩内港線                   | 北海道-014 | 旧岩内駅跡                                                        |
| まるせっぷ                                                                | オホーツク | 紋別郡遠軽町     | 国道333号                            | 北海道-015 |                                                                   |
| 厚岸グルメパーク （あっけしグルメパーク）                                 | 釧路・根室 | 厚岸郡厚岸町     | 国道44号 道道123号 別海厚岸線        | 北海道-016 |                                                                   |
| サンフラワー北竜 （サンフラワーほくりゅう）                               | 道央       | 雨竜郡北竜町     | 国道275号                            | 北海道-017 |                                                                   |
| みついし                                                                  | 道央       | 日高郡新ひだか町 | 国道235号                            | 北海道-018 |                                                                   |
| あっさぶ                                                                  | 道南       | 檜山郡厚沢部町   | 国道227号                            | 北海道-019 |                                                                   |
| よってけ!島牧 （よってけしままき）                                        | 道央       | 島牧郡島牧村     | 国道229号                            | 北海道-020 |                                                                   |
| てっくいランド大成 （てっくいランドたいせい）                             | 道南       | 久遠郡せたな町   | 国道229号                            | 北海道-021 |                                                                   |
| オホーツク紋別 （オホーツクもんべつ）                                     | オホーツク | 紋別市           | 道道304号 紋別港線                   | 北海道-022 |                                                                   |
| YOU・遊・もり （ゆうゆうもり）                                            | 道南       | 茅部郡森町       | 国道5号                              | 北海道-023 |                                                                   |
| おんねゆ温泉 （おんねゆおんせん）                                         | オホーツク | 北見市           | 国道39号                             | 北海道-024 |                                                                   |
| ルート229元和台 （ルート229げんなだい）                                   | 道南       | 爾志郡乙部町     | 国道229号                            | 北海道-025 |                                                                   |
| ハウスヤルビ奈井江 （ハウスヤルビないえ）                                 | 道央       | 空知郡奈井江町   | 国道12号                             | 北海道-026 |                                                                   |
| おびら鰊番屋 （おびらにしんばんや）                                       | 道北       | 留萌郡小平町     | 国道232号                            | 北海道-027 |                                                                   |
| マリーンアイランド岡島 （マリーンアイランドおかしま）                     | 道北       | 枝幸郡枝幸町     | 国道238号                            | 北海道-028 |                                                                   |
| おこっぺ                                                                  | オホーツク | 紋別郡興部町     | 国道239号                            | 北海道-029 | 旧興部駅跡                                                        |
| 阿寒丹頂の里 （あかんたんちょうのさと）                                   | 釧路・根室 | 釧路市           | 国道240号                            | 北海道-030 |                                                                   |
| おとふけ                                                                  | 十勝       | 河東郡音更町     | 国道241号帯広北バイパス              | 北海道-031 | 愛称「なつぞらのふる里」                                          |
| ピンネシリ                                                                | 道北       | 枝幸郡中頓別町   | 国道275号                            | 北海道-032 | 旧敏音知駅跡                                                      |
| 上ノ国もんじゅ （かみのくにもんじゅ）                                     | 道南       | 檜山郡上ノ国町   | 国道228号                            | 北海道-034 |                                                                   |
| オスコイ!かもえない                                                       | 道央       | 古宇郡神恵内村   | 国道229号                            | 北海道-035 |                                                                   |
| なかさつない                                                              | 十勝       | 河西郡中札内村   | 国道236号                            | 北海道-036 |                                                                   |
| マオイの丘公園 （マオイのおかこうえん）                                   | 道央       | 夕張郡長沼町     | 国道274号                            | 北海道-037 |                                                                   |
| 樹海ロード日高 （じゅかいロードひだか）                                   | 道央       | 沙流郡日高町     | 国道274号                            | 北海道-038 |                                                                   |
| そうべつ情報館i（アイ） （そうべつじょうほうかんアイ）                    | 道央       | 有珠郡壮瞥町     | 国道453号                            | 北海道-039 | 旧名「そうべつサムズ」                                            |
| ニセコビュープラザ                                                        | 道央       | 虻田郡ニセコ町   | 国道5号 道道66号 岩内洞爺線          | 北海道-040 |                                                                   |
| しりうち                                                                  | 道南       | 上磯郡知内町     | 国道228号                            | 北海道-041 | 旧知内駅に併設                                                    |
| 横綱の里ふくしま （よこづなのさとふくしま）                               | 道南       | 松前郡福島町     | 国道228号                            | 北海道-042 |                                                                   |
| サラブレッドロード新冠 （サラブレッドロードにいかっぷ）                   | 道央       | 新冠郡新冠町     | 国道235号                            | 北海道-043 |                                                                   |
| ピア21しほろ                                                              | 十勝       | 河東郡士幌町     | 国道241号 国道274号                  | 北海道-044 |                                                                   |
| 香りの里たきのうえ （かおりのさとたきのうえ）                             | オホーツク | 紋別郡滝上町     | 国道273号                            | 北海道-045 |                                                                   |
| 田園の里うりゅう （でんえんのさとうりゅう）                               | 道央       | 雨竜郡雨竜町     | 国道275号                            | 北海道-046 |                                                                   |
| みたら室蘭 （みたらむろらん）                                             | 道央       | 室蘭市           | 国道37号 臨港道路 祝津絵鞆線         | 北海道-047 |                                                                   |
| とうま                                                                    | 道北       | 上川郡当麻町     | 国道39号 道道1122号 当麻比布線       | 北海道-048 |                                                                   |
| スペース・アップルよいち                                                  | 道央       | 余市郡余市町     | 国道229号                            | 北海道-049 |                                                                   |
| ほっと♡はぼろ                                                             | 道北       | 苫前郡羽幌町     | 国道232号                            | 北海道-050 |                                                                   |
| サロマ湖 （サロマこ）                                                     | オホーツク | 常呂郡佐呂間町   | 国道238号                            | 北海道-051 |                                                                   |
| 愛ランド湧別 （あいランドゆうべつ）                                       | オホーツク | 紋別郡湧別町     | 国道238号                            | 北海道-052 |                                                                   |
| おうむ                                                                    | オホーツク | 紋別郡雄武町     | 国道238号                            | 北海道-053 | 旧雄武駅跡                                                        |
| さるふつ公園 （さるふつこうえん）                                         | 道北       | 宗谷郡猿払村     | 国道238号                            | 北海道-054 |                                                                   |
| 森と湖の里ほろかない （もりとみずうみのさとほろかない）                   | 道北       | 雨竜郡幌加内町   | 国道275号                            | 北海道-055 |                                                                   |
| うたしないチロルの湯 （うたしないチロルのゆ）                             | 道央       | 歌志内市         | 道道114号 赤平奈井江線               | 北海道-056 |                                                                   |
| くろまつない                                                              | 道央       | 寿都郡黒松内町   | 国道5号                              | 北海道-057 |                                                                   |
| たきかわ                                                                  | 道央       | 滝川市           | 国道12号 道道564号 江部乙赤平線      | 北海道-058 |                                                                   |
| スワン44ねむろ                                                            | 釧路・根室 | 根室市           | 国道44号                             | 北海道-059 |                                                                   |
| つるぬま                                                                  | 道央       | 樺戸郡浦臼町     | 国道275号                            | 北海道-060 |                                                                   |
| なとわ・えさん                                                            | 道南       | 函館市           | 国道278号                            | 北海道-061 |                                                                   |
| つど〜る・プラザ・さわら                                                  | 道南       | 茅部郡森町       | 国道278号                            | 北海道-062 |                                                                   |
| 知床・らうす （しれとこらうす）                                           | 釧路・根室 | 目梨郡羅臼町     | 国道335号                            | 北海道-063 |                                                                   |
| さらべつ                                                                  | 十勝       | 河西郡更別村     | 道道238号 更別幕別線                 | 北海道-064 |                                                                   |
| だて歴史の杜 （だてれきしのもり）                                         | 道央       | 伊達市           | 国道37号                             | 北海道-065 |                                                                   |
| あさひかわ                                                                | 道北       | 旭川市           | 国道237号                            | 北海道-066 |                                                                   |
| 自然体感しむかっぷ （しぜんたいかんしむかっぷ）                           | 道北       | 勇払郡占冠村     | 国道237号                            | 北海道-067 |                                                                   |
| にしおこっぺ花夢 （にしおこっぺかむ）                                     | オホーツク | 紋別郡西興部村   | 国道239号                            | 北海道-068 |                                                                   |
| オーロラタウン93りくべつ                                                  | 十勝       | 足寄郡陸別町     | 国道242号                            | 北海道-069 | 旧陸別駅に併設                                                    |
| はなやか（葉菜野花）小清水 （はなやかこしみず）                           | オホーツク | 斜里郡小清水町   | 国道244号                            | 北海道-070 | 浜小清水駅に併設                                                  |
| ライスランドふかがわ                                                      | 道央       | 深川市           | 国道12号 国道233号                   | 北海道-071 |                                                                   |
| なかがわ                                                                  | 道北       | 中川郡中川町     | 国道40号                             | 北海道-072 |                                                                   |
| 230ルスツ                                                                 | 道央       | 虻田郡留寿都村   | 国道230号                            | 北海道-073 |                                                                   |
| てしお                                                                    | 道北       | 天塩郡天塩町     | 国道232号 道道106号 稚内天塩線       | 北海道-074 |                                                                   |
| コスモール大樹 （コスモールたいき）                                       | 十勝       | 広尾郡大樹町     | 国道236号 道道622号 幸徳大樹停車場線 | 北海道-075 |                                                                   |
| ぐるっとパノラマ美幌峠 （ぐるっとパノラマびほろとうげ）                   | オホーツク | 網走郡美幌町     | 国道243号                            | 北海道-076 |                                                                   |
| らんこし・ふるさとの丘 （らんこしふるさとのおか）                         | 道央       | 磯谷郡蘭越町     | 国道5号                              | 北海道-077 |                                                                   |
| とようら                                                                  | 道央       | 虻田郡豊浦町     | 国道37号                             | 北海道-078 |                                                                   |
| メルヘンの丘めまんべつ （メルヘンのおかめまんべつ）                       | オホーツク | 網走郡大空町     | 国道39号                             | 北海道-079 |                                                                   |
| むかわ四季の館 （むかわしきのやかた）                                     | 道央       | 勇払郡むかわ町   | 国道235号 道道10号 千歳鵡川線        | 北海道-080 |                                                                   |
| あいおい                                                                  | オホーツク | 網走郡津別町     | 国道240号                            | 北海道-081 | 旧北見相生駅跡                                                    |
| しかおい                                                                  | 十勝       | 河東郡鹿追町     | 国道274号                            | 北海道-082 |                                                                   |
| しらたき                                                                  | オホーツク | 紋別郡遠軽町     | 国道450号 旭川紋別自動車道           | 北海道-083 | 旭川紋別自動車道白滝PA/奥白滝ICに隣接 国道333号からもアクセス可能 |
| あしょろ銀河ホール21 （あしょろぎんがホール21）                           | 十勝       | 足寄郡足寄町     | 国道241号 国道242号                  | 北海道-084 | 旧足寄駅に併設                                                    |
| サーモンパーク千歳 （サーモンパークちとせ）                               | 道央       | 千歳市           | 国道337号                            | 北海道-085 |                                                                   |
| ひがしかわ「道草館」 （ひがしかわみちくさかん）                           | 道北       | 上川郡東川町     | 道道1160号 旭川旭岳温泉線            | 北海道-086 |                                                                   |
| 花ロードえにわ （はなロードえにわ）                                       | 道央       | 恵庭市           | 国道36号                             | 北海道-087 |                                                                   |
| シェルプラザ・港 （シェルプラザみなと）                                   | 道央       | 磯谷郡蘭越町     | 国道229号                            | 北海道-088 |                                                                   |
| 真狩フラワーセンター （まっかりフラワーセンター）                         | 道央       | 虻田郡真狩村     | 道道66号 岩内洞爺線                  | 北海道-089 |                                                                   |
| 鐘のなるまち・ちっぷべつ （かねのなるまちちっぷべつ）                     | 道央       | 雨竜郡秩父別町   | 国道233号                            | 北海道-090 |                                                                   |
| あぷた                                                                    | 道央       | 虻田郡洞爺湖町   | 国道37号                             | 北海道-091 |                                                                   |
| うりまく                                                                  | 十勝       | 河東郡鹿追町     | 国道274号                            | 北海道-092 |                                                                   |
| 絵本の里けんぶち （えほんのさとけんぶち）                                 | 道北       | 上川郡剣淵町     | 国道40号                             | 北海道-093 |                                                                   |
| 風Wとままえ （ふわっととままえ）                                          | 道北       | 苫前郡苫前町     | 国道232号                            | 北海道-094 |                                                                   |
| しほろ温泉 （しほろおんせん）                                             | 十勝       | 河東郡士幌町     | 道道134号 本別士幌線                 | 北海道-095 |                                                                   |
| 名水の郷きょうごく （めいすいのさときょうごく）                           | 道央       | 虻田郡京極町     | 道道478号 京極倶知安線               | 北海道-096 |                                                                   |
| びえい「丘のくら」 （びえいおかのくら）                                   | 道北       | 上川郡美瑛町     | 道道213号 天人峡美瑛線               | 北海道-097 |                                                                   |
| ☆ロマン街道しょさんべつ （ロマンかいどうしょさんべつ）                    | 道北       | 苫前郡初山別村   | 国道232号                            | 北海道-098 |                                                                   |
| うとろ・シリエトク                                                        | オホーツク | 斜里郡斜里町     | 国道334号                            | 北海道-099 |                                                                   |
| しゃり                                                                    | オホーツク | 斜里郡斜里町     | 道道92号 斜里停車場線                | 北海道-100 |                                                                   |
| パパスランドさっつる                                                      | オホーツク | 斜里郡清里町     | 道道1115号 摩周湖斜里線              | 北海道-101 |                                                                   |
| もち米の里☆なよろ （もちごめのさとなよろ）                                | 道北       | 名寄市           | 国道40号                             | 北海道-102 |                                                                   |
| みなとま〜れ寿都 （みなとま〜れすっつ）                                   | 道央       | 寿都郡寿都町     | 道道9号 寿都黒松内線                 | 北海道-103 |                                                                   |
| とうや湖 （とうやこ）                                                     | 道央       | 虻田郡洞爺湖町   | 国道230号                            | 北海道-104 |                                                                   |
| 流氷街道網走 （りゅうひょうかいどうあばしり）                             | オホーツク | 網走市           | 道道1083号 網走港線                  | 北海道-105 |                                                                   |
| 北前船 松前 （きたまえぶねまつまえ）                                      | 道南       | 松前郡松前町     | 国道228号                            | 北海道-106 |                                                                   |
| ステラ★ほんべつ                                                           | 十勝       | 中川郡本別町     | 国道242号 道道499号 勇足本別停車場線 | 北海道-107 | 旧本別駅に併設                                                    |
| ウトナイ湖 （ウトナイこ）                                                 | 道央       | 苫小牧市         | 国道36号                             | 北海道-108 |                                                                   |
| うらほろ                                                                  | 十勝       | 十勝郡浦幌町     | 国道38号                             | 北海道-109 |                                                                   |
| しんしのつ                                                                | 道央       | 石狩郡新篠津村   | 道道139号 江別奈井江線               | 北海道-110 |                                                                   |
| 夕張メロード （ゆうばりメロード）                                         | 道央       | 夕張市           | 国道274号                            | 北海道-111 |                                                                   |
| おだいとう                                                                | 釧路・根室 | 野付郡別海町     | 国道244号                            | 北海道-112 |                                                                   |
| 縄文ロマン 南かやべ （じょうもんろまんみなみかやべ）                      | 道南       | 函館市           | 国道278号尾札部道路                  | 北海道-113 |                                                                   |
| わっかない                                                                | 道北       | 稚内市           | 国道40号                             | 北海道-114 | 稚内駅・稚内港に併設                                              |
| あかいがわ                                                                | 道央       | 余市郡赤井川村   | 国道393号                            | 北海道-115 |                                                                   |
| みそぎの郷 きこない （みそぎのさときこない）                              | 道南       | 上磯郡木古内町   | 道道383号 木古内停車場線             | 北海道-116 |                                                                   |
| しかべ間歇泉公園 （しかべかんけつせんこうえん）                           | 道南       | 茅部郡鹿部町     | 道道43号 大沼公園鹿部線              | 北海道-117 |                                                                   |
| ノンキーランド ひがしもこと                                               | オホーツク | 網走郡大空町     | 国道334号 道道102号 網走川湯線       | 北海道-118 |                                                                   |
| 北欧の風 道の駅とうべつ （ほくおうのかぜみちのえきとうべつ）              | 道央       | 石狩郡当別町     | 国道337号                            | 北海道-119 |                                                                   |
| 石狩「あいろーど厚田」 （いしかりあいろーどあつた）                       | 道央       | 石狩市           | 国道231号                            | 北海道-120 |                                                                   |
| なないろ・ななえ                                                          | 道南       | 亀田郡七飯町     | 国道5号                              | 北海道-121 |                                                                   |
| びえい「白金ビルケ」 （びえいしろがねビルケ）                             | 道北       | 上川郡美瑛町     | 道道966号 十勝岳温泉美瑛線           | 北海道-122 |                                                                   |
| 北オホーツクはまとんべつ （きたオホーツクはまとんべつ）                   | 道北       | 枝幸郡浜頓別町   | 国道275号                            | 北海道-123 |                                                                   |
| あびら D51ステーション （あびらデゴイチステーション）                     | 道央       | 勇払郡安平町     | 国道234号                            | 北海道-124 |                                                                   |
| 遠軽 森のオホーツク （えんがるもりのオホーツク）                          | オホーツク | 紋別郡遠軽町     | 国道450号                            | 北海道-125 |                                                                   |
| るもい                                                                    | 道北       | 留萌市           | 国道231号                            | 北海道-126 |                                                                   |
| かみしほろ                                                                | 十勝       | 河東郡上士幌町   | 国道241号 道道337号 上士幌士幌音更線 | 北海道-127 |                                                                   |
| ガーデンスパ十勝川温泉 （ガーデンスパとかちがわおんせん）                 | 十勝       | 河東郡音更町     | 道道73号 帯広浦幌線                  | 北海道-128 |                                                                   |
| 羊のまち 侍・しべつ （ひつじのまちさむらいしべつ）                        | 道北       | 士別市           | 国道40号                             | 北海道-129 |                                                                   |
| 275つきがた                                                               | 道央       | 樺戸郡月形町     | 町道 皆楽公園線                      | 北海道-130 |                                                                   |
| ふるびらたらこミュージアム                                                | 道央       | 古平郡古平町     | 国道229号                            | 北海道-131 |                                                                   |

## 登録抹消された道の駅

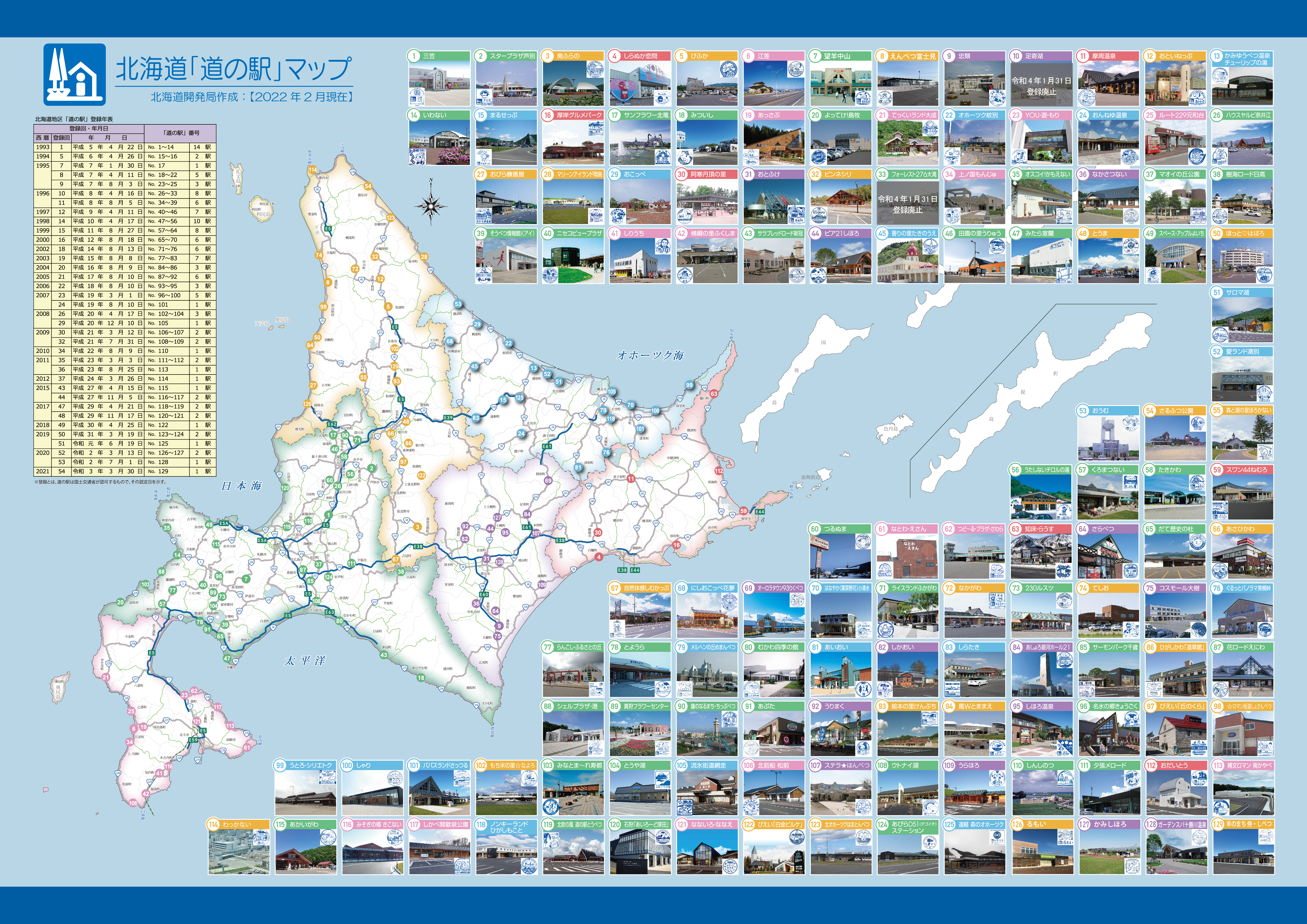
北海道内の道の駅のマップ（北海道開発局作成。2022年2月現在）

| 駅名 （ふりがな）                               | 地域区分 | 所在地       | 設置路線名 | No.        | 備考                                                                         |
| ----------------------------------------------- | -------- | ------------ | ---------- | ---------- | ---------------------------------------------------------------------------- |
| 足寄湖 （あしょろこ）                           | 十勝     | 足寄郡足寄町 | 国道241号  | 北海道-010 | 2022年（令和4年）1月31日登録抹消、「道の駅あしょろ銀河ホール21」に機能統合。 |
| フォーレスト276大滝 （フォーレスト276おおたき） | 道央     | 伊達市       | 国道276号  | 北海道-033 | 2022年（令和4年）1月31日登録抹消。                                           |